# Rothenthurn
Rothenthurn je naselje v Občini Špital ob Dravi v Okraju Špital ob Dravi  na Koroškem v Avstriji.